# 红龙镇
红龙乡，是中华人民共和国四川省甘孜藏族自治州雅江县下辖的一个乡镇级行政单位。

## 行政区划
红龙乡下辖以下地区：
错柯一村、错柯二村、东来一村、东来二村、马它马村和马它马二村。

## 交通
- 318国道过境